# Bannura, Gulbarga
Bannura là một làng thuộc tehsil Gulbarga, huyện Gulbarga, bang Karnataka, Ấn Độ.